# 2014-es délkelet-európai árvizek

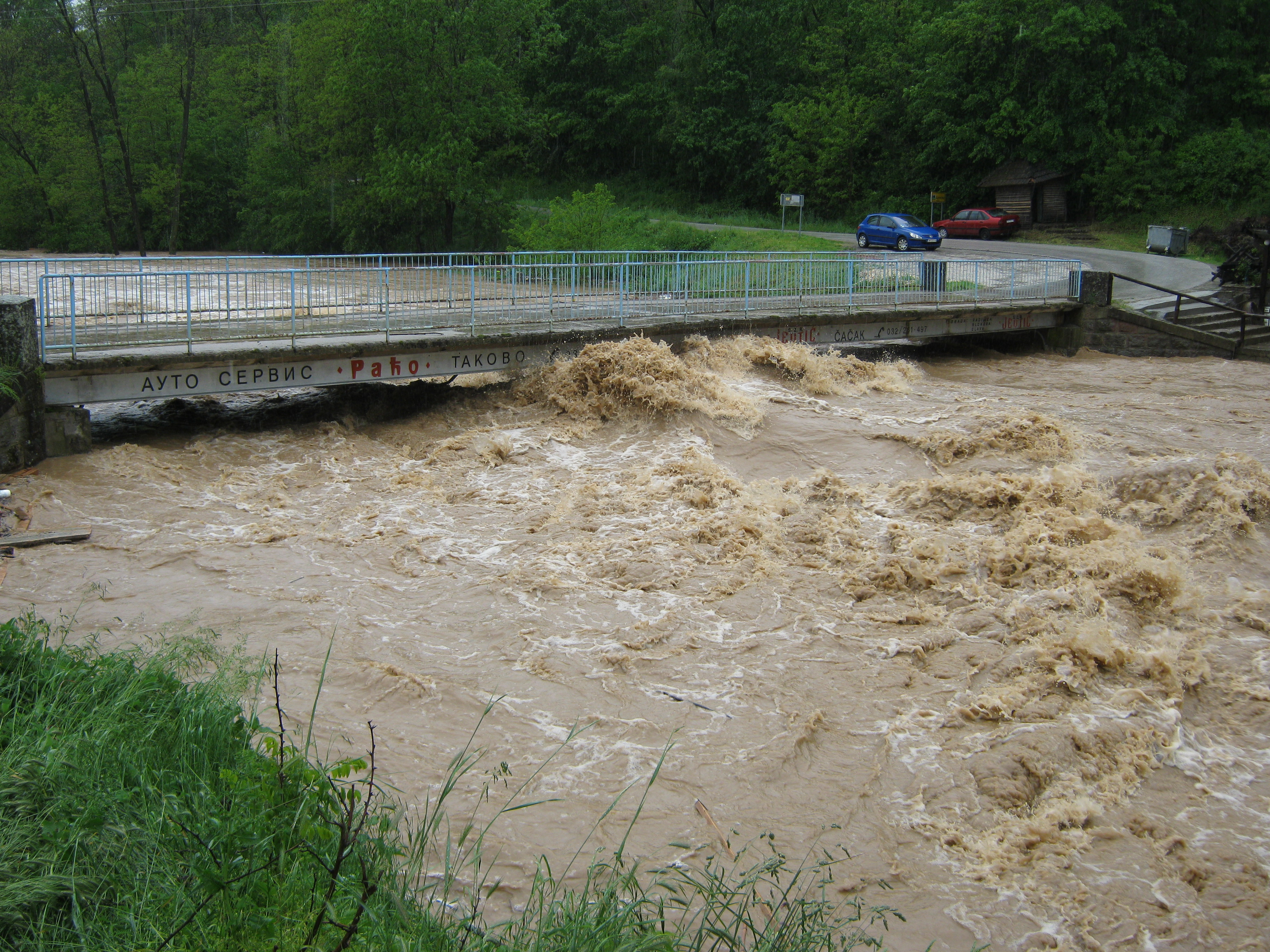
Áradás a szerbiai Gornji Milanovacban

A 2014-es délkelet-európai árvizek május közepén alakultak ki, melyek leginkább Szerbia, Bosznia-Hercegovina és Horvátország területén okozott súlyos károkat.
2014 májusában több helyen áradások alakultak ki a nagy mennyiségű csapadék lehullása nyomán Délkelet-Európa és Közép-Európa szerte. Az Ivett névre keresztelt alacsony nyomású légköri ciklon május 14. és 16. között okozta a leghevesebb esőzéseket és árhullámokat az érintett térségben. Az időjárási adatok rögzítésének kezdete óta, azaz körülbelül az elmúlt 120 évben a legcsapadékosabb időszak alakult ki Bosznia-Hercegovinában és Szerbiában. Május huszadikára legkevesebb 48 ember vesztette életét az áradásokban és egyedül Szerbiában 30 873 főnek kellett elhagynia otthonait. A Száván az áradás tetőpontja várhatóan 2014. május 21-én éri el Belgrádot. A hivatalos számítások alapján eddig mintegy 1,6 millió embert érintettek a közel egy hete tartó áradások Bosznia-Hercegovinában és Szerbiában.
A hirtelen lezúduló csapadék a Balkánon több mint 2000 helyen okozott földcsuszamlást, melyek számos várost és kisebb települést érintettek. A Boszniában fekvő Doboj és a Szerbiában található Obrenovac városából jelentették a legtöbb áldozatot a helyi hatóságok, miután a településeket több méter magasságban elöntötték a környező folyók.

## Időjárási háttér

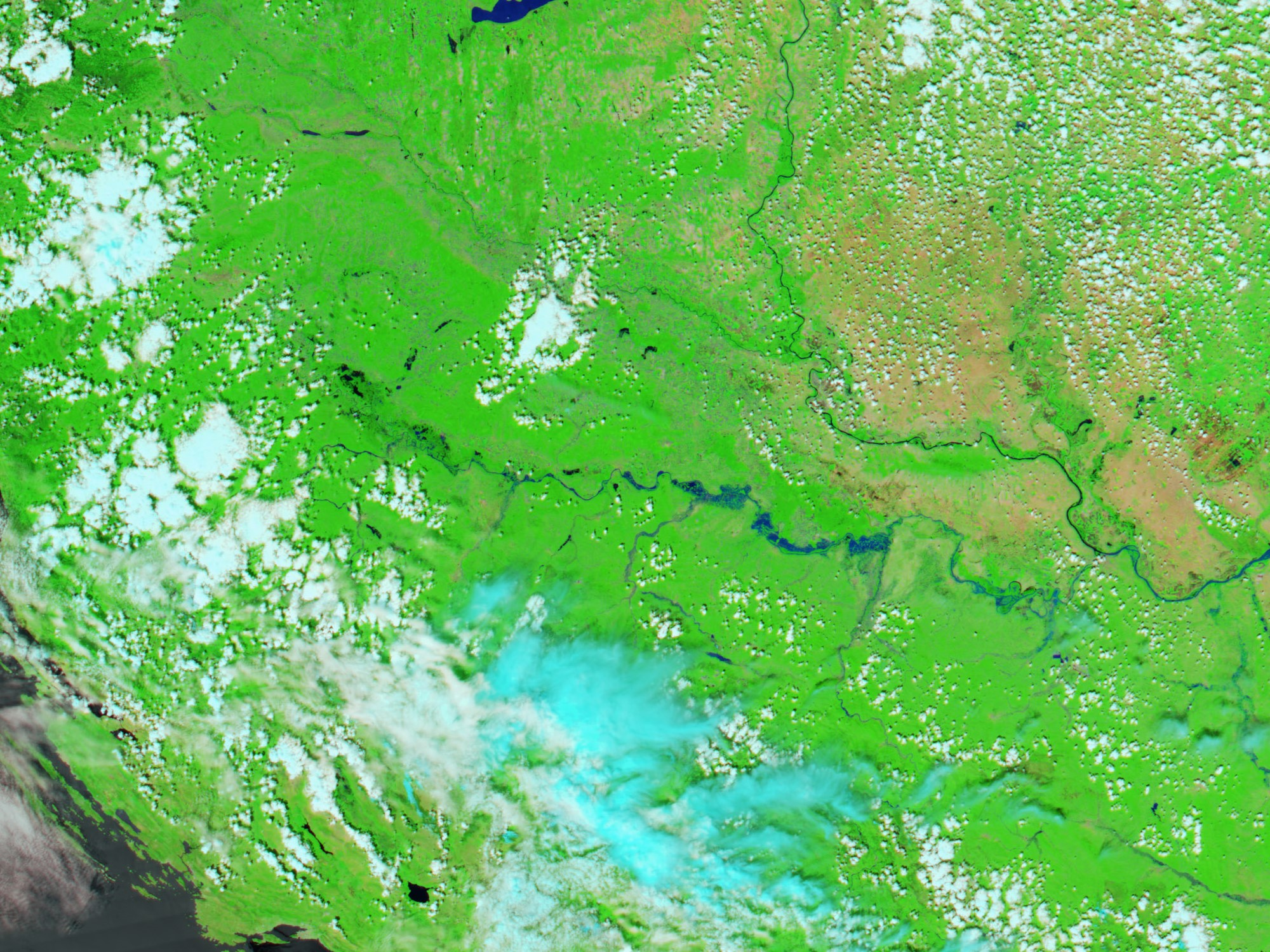
A Száva menti árvíz a NASA műholdképén

Május 13-án egy alacsony nyomású terület jött létre az Adriai-tengeren, miközben sarki eredetű levegő tört be a Földközi-tenger térségébe Közép-Európa felől. A hideg sarkköri légtömeg itt találkozott a páradús szubtrópusi légtömeggel, mely egy erős, alacsony nyomású légköri képződménnyé fejlődött. Május 14-én az alacsony nyomás áthelyeződött a Balkán fölé, ahol megrekedt. Ennek eredményeképpen szélsőségesen erős felhőszakadások alakultak ki a területen, elsősorban Szerbia és Észak-Bosznia-Hercegovina vidékeit érintve. A szerb és a bosnyák meteorológusok a Tamara nevet adták az itt kialakult légköri ciklonnak. Május 15-én a napközben lehullott csapadékmennyiség mértéke megdöntötte az addigi történelmi időjárási rekordot, mivel a szerb fővárosban aznap 107,9 mm csapadék hullott le 24 óra leforgása alatt. Eközben Valjevóban 108,2 mm, Loznicában 110 mm csapadék hullott le. Május tizenötödikére az adott hónapban lehullott rekordmennyiségű csapadék elérte a 205 litert, amely jócskán a korábbi 175 literes havi csapadékmennyiség fölött van. Május tizenhetedikére az időjárás melegebbé és szárazabbá vált, amely kedvező hatással volt a katasztrófaelhárítási és mentési munkálatokra a térségben. Május 18-án a ciklon jócskán északnyugatabbra tolódott.
A legerősebb árhullámok a Száva folyón és vízgyűjtő területén alakultak ki. A Száva természetes határvonala Horvátországnak és Bosznia-Hercegovinának, majd továbbfolyik Szerbiába és Belgrádnál a Dunába torkollik. Május 14-én a heves esőzések a hegyvidéki területeken pusztító árhullámokat indítottak, melyek hidakat és utakat mostak el, valamint számos földcsuszamlás kialakulásához vezettek. A leghalálosabb hatás tizenötödikén jelentkezett, amikor a Száva jobb oldali mellékfolyóin lezúduló árhullámok kontrollálhatatlan méretű árhullámot okoztak a folyón, amelynek következtében a völgyekben fekvő települések közül számos víz alákerült. A Boszna folyó teljesen elöntötte Doboj, Maglaj és Zavidovići városát Bosznia-Hercegovinában, míg Belgrád közelében, a Kolubara-folyó hasonló mértékben öntötte el Obrenovac városát, ahol a legtöbb áldozatot követelte Szerbiában. A rekord vízállású Száva folyó jelenleg is elöntéssel fenyegeti Bród, Szabács és Szávaszentdemeter városokat és még számos kisebb települést, jóllehet a hadsereg és az önkéntesek, valamint a fokozott árvízvédelmi intézkedések következtében a helyi lakosság nagyobb részét már sikerült biztonságba helyezni.

Érintett területek

## Érintett területek
Bosznia-Hercegovinát és Szerbiát érintette legsúlyosabb mértékben a májusi csapadékos időjárás. Számos nagyobb várost teljesen elöntöttek a környező folyók, valamint rengeteg helyen földcsuszamlásokat okozott az esőzés. Kelet-Horvátországban és Romániában is követelt emberéletet az időjárás, miközben Ausztriát, Bulgáriát, Lengyelországot, Olaszországot, Szlovákiát és Magyarországot is érintették a viharciklon következményei.

### Bosznia-Hercegovina

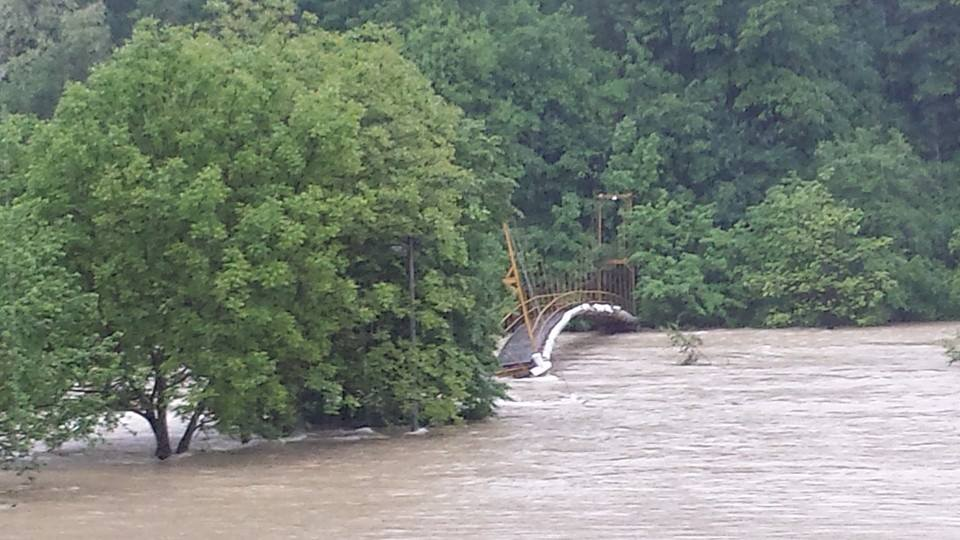
Az Orbász folyó elönt egy hidat Banja Lukánál

Észak-Bosznia nagyobb részét elöntötte az ár, amely a Boszna folyó völgyét érintette leginkább. Szarajevó kanton (tartomány) területét és Tuzla vidékét is érintették az árvizek. Észak-, Északkelet-Boszniában Semberija régiót szintén elöntötte az ár. A Boszna, az Orbász, a Drina, a Sana és a Száva folyók kiléptek medrükből. Az egész ország területén rendkívüli állapotot hirdettek ki. Hercegovinában a déli és középső régiókat nem érintették az áradások.
Maglaj városában 48 órán belül kéthavi csapadékösszegnek megfelelő mennyiségű eső hullott le. Zavidovići városában videófelvétel készült arról, amint a Boszna folyó elmos egy gyalogoshidat, amely egy másik hídnak ütközött. Szarajevóban a Miljacka folyó csaknem akkorára duzzadt, hogy majdnem elérte a főváros hídjait. A Hrasno Donjéban fekvő Parići és Kalesija településeket sárlavinák borították el.
Május 20-ra a hivatalos források szerint 24-re emelkedett a szélsőséges időjárás áldozatainak száma: 17 fő a Boszniai Szerb Köztársaságban, 7 fő a Bosznia-hercegovinai Föderációban veszítette életét. Egy május 19-én tartott sajtótájékoztatón a Boszniai Szerb Köztársaság rendőrfőnöke közölte a 17 azonosított áldozat nevét, valamint haláluk helyét, miszerint 10 fő Dobojban, 2 fő Šamacban, 2 fő Modričában, valamint egy-egy fő Bijeljina, Vlasenica és Donji Žabar településeken vesztette életét. További 7 főt még keresnek a hatóságok, akiket megtalálásukig eltűntként tartanak nyilván. A két entitás kormánya közösen országos gyásznappá minősítették május huszadikát.
Feltételezések szerint az áradások a boszniai háborúból visszamaradt aknamezők elhelyezkedését megváltoztatták, amely további súlyos veszélyekkel járhat a helyi lakosságra nézve, mivel a robbanóeszközök kikerülhettek az elkerített és egyértelmű jelzésekkel és figyelmeztetésekkel ellátott területekről.

### Horvátország

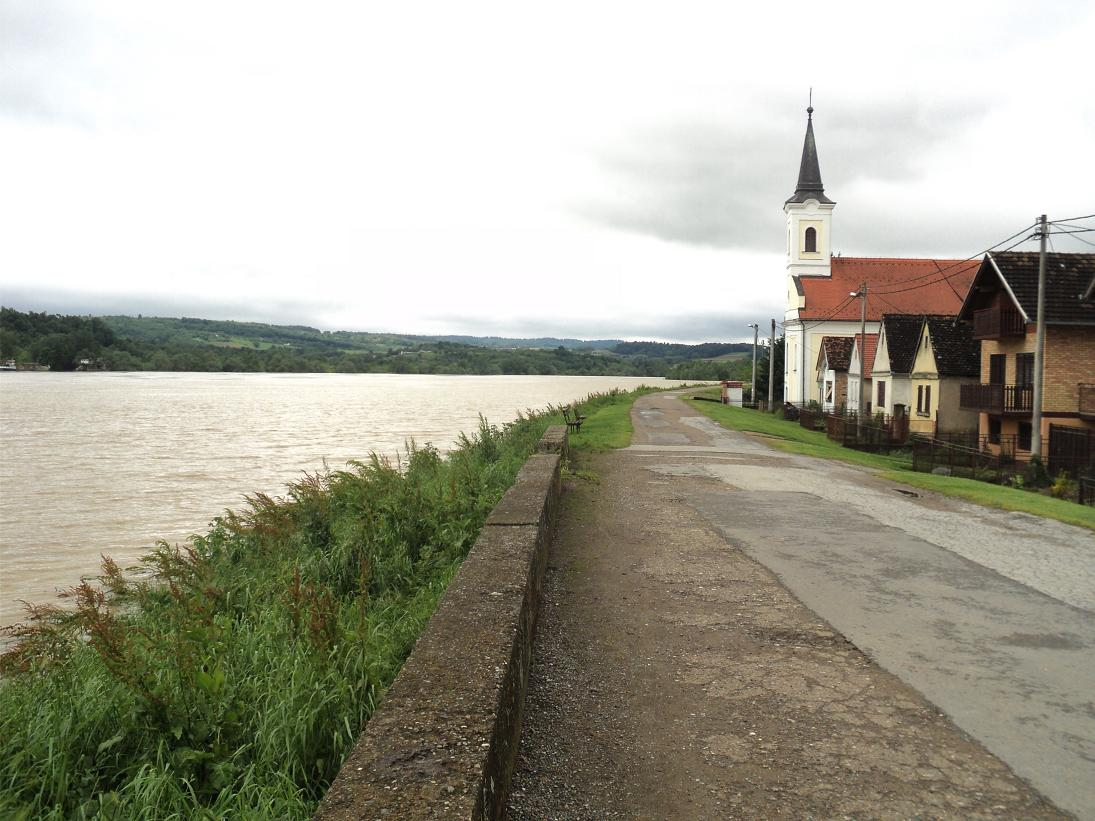
A Száva Dubočacnál (Bebrina)

Az ír Independent című lap beszámolója szerint 2014 május 18-án Kelet-Horvátország nagy területei voltak víz alatt, számos elzárt településsel és több százan menekültek az áradás elől csónakokon és teherautókon. A menekülteket sportcsarnokokban és iskolákban helyezték el, valamint segélyközpontokat állítottak fel, ahol gyógyszert, élelmiszereket, valamint takarókat és ruházatot osztanak a rászorulóknak. A legsúlyosabb helyzet Dél-Szlavóniában alakult ki. A Száva folyó gátja átszakadt Rajevo Selo és Račinovci között, ezért Gunja, Rajevo és Račinovci lakosságát azonnal evakuálni kellett. Május 19-re közel 15 000 embernek kellett elhagynia otthonait az áradások miatt Horvátország legkeletebbi vidékein. Slavonski Šamacnál alakult ki a legkritikusabb helyzet a Száva folyó gátjai mentén, ahol a Boszna folyó beletorkollik a Szávába. Ezen a helyen a gátak igen nagy terhelésnek vannak kitéve a Boszna folyó áradása miatt. Számos hivatalnok szerint, ha itt átszakad a gát, akkor mintegy 300 000 embernek kell elhagynia otthonát Szlavóniában. A Banovina régióban, Hrvatska Kostajnica és Dvor városoknál az Una folyó áradása az 1955-ös rekordokat közelítette meg.

### Románia
A május közepi a harmadik nagyobb árhullám, amely elérte az országot 2014 április közepe óta. Több mint 8000 embert zárt el a külvilágtól az áradás, amely összesen mintegy 2000 hektárnyi területet öntött el 125 települést érintve. Összesen 30 fontosabb főközlekedési útvonalat kellett lezárni az áradások által okozott károk és a rájuk került sárréteg miatt. A Duna vízszintje elérte azt a magasságot, amelynél már a román hatóságok kiadták a narancssárga árvízi figyelmeztetést a folyó Vaskapu–Zimnicea szakaszán. Vrancea megyében az áradás magával ragadott egy 50 éves férfit, akit másnap reggel holtan találtak. Bukarestet felhőszakadás és jégeső sújtotta, melynek következtében több utcát elöntött a víz, a város utcáit pedig vékony jégréteg borította, amely megbénította a főváros közlekedését. Több helyütt gyökerestől dőltek ki a fák az erős szélben.

### Szerbia
Alekszandar Vucsics szerb miniszterelnök a „valaha volt legrosszabb természeti katasztrófának” nevezte az áradásokat. Az áradó Száva folyó elérte a 6,3 méter magas szintet, amely az eddig mért legmagasabb vízszint a folyón. Május 19-re 25 700 embernek kellett elhagynia otthonát és mintegy húsz ember veszítette életét az áradásokban.
A Szerbia és Montenegró közti közúti szállítást földcsuszamlások, áradások, a viharos szél és havazások tették nehezebbé. A Nagy-Morava folyó áradása miatt le kellett állítani két vízerőművet a folyón. A szénbányászatot is megzavarta a vihar, amely miatt leállt a szerb széntüzelésű erőművek tüzelőanyag-kitermelése. Becslések szerint mintegy 300 000 háztartás maradt áram nélkül. Alekszandar Antics szerb energetikai miniszter arra szólította fel a lakosságot, hogy takarékoskodjanak az elektromossággal olyan mértékben, amennyire csak lehet.

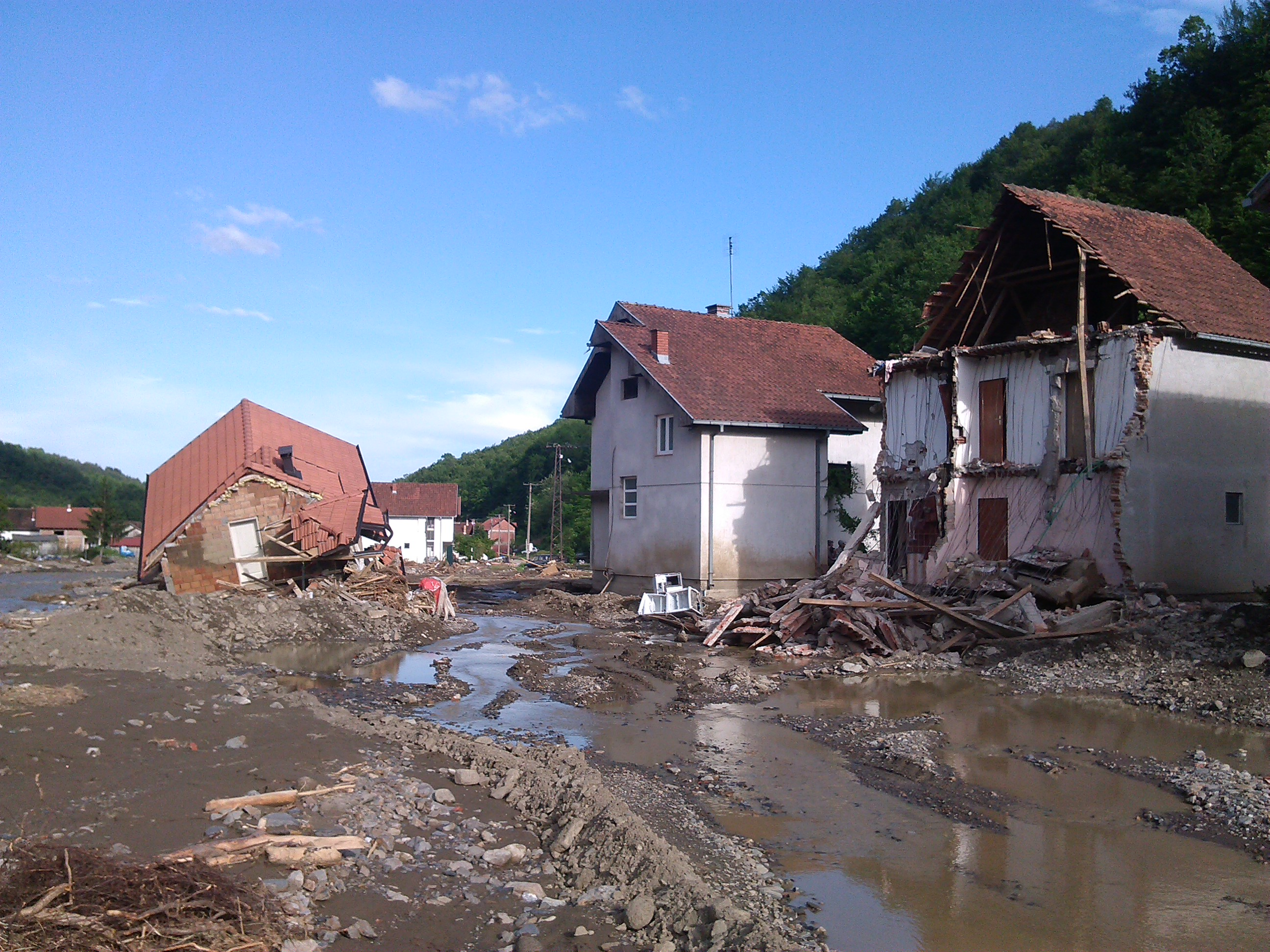
Az árvíz pusztítása Krupanjban

Obrenovac városának mintegy 90 százalékát elöntötte a városon átvágó folyó. A város teljes lakosságát kitelepítették, összesen mintegy 8700 főt. Május 18-án a vízszint elkezdett csökkenni Obrenovacnál, ezért teherautókkal is megkezdhették a helyi lakosság kimenekítését. A város határában álló a Nikola Tesla hőerőművet (TENT) – amely az ország legnagyobb hőerőműve és az ország áramellátásának közel 50 százalékát adja – azonban sikerült megmenteni. A Mlava folyó fenyegeti a Kostolac hőerőművet, amely az ország áramtermelésének mintegy 11 százalékát adja. Kettős gátrendszert építettek homokzsákokból az árvízi védekezésben résztvevők és május 19-ig nem tudta áttörni a víz a belső gyűrűt, mely az erőművet védi az elöntéstől. Paraćin, Petrovac na Mlavi, Svilajnac és Smederevska Palanka városközpontjai víz alá kerültek. Szabácsot május 18-án érte el az árhullám csúcsa. A vízállás-előrejelzések miatt 7,3 méter magas gátat húztak fel a védekezésben résztvevők.
Krupanjban több tucat házat rongált meg a természeti csapás. Csupán pár helyen maradt áramellátás, ihatatlanná vált a víz és földcsuszamlásveszély van. Raszim Ljajics kereskedelmi, távközlési és turisztikai miniszter azt mondta, hogy 8 ház megsemmisült, valamint 2 ember vesztette életét a településen. Közel húsz ház vált lakhatatlanná és továbbra is földcsuszamlásoktól lehet tartani a vidéken. Rebelj település egy része megsemmisült a földcsuszamlások miatt. Május huszadikán a szerb kormány háromnapos gyászt hirdetett az árvíz áldozatainak emlékére.
A vízállás-előrejelzések alapján az árhullám csúcsa május 20-21. között éri el a fővárost, Belgrádot.

## Fordítás
Ez a szócikk részben vagy egészben  a(z)   2014 Southeast European floods című angol Wikipédia-szócikk ezen változatának fordításán alapul.  Az eredeti cikk szerkesztőit annak laptörténete sorolja fel. Ez a jelzés csupán a megfogalmazás eredetét és a szerzői jogokat jelzi, nem szolgál a cikkben szereplő információk forrásmegjelöléseként.